# A Box of Birds
A Box of Birds (Slang australiano para «estar feliz» o «en buena salud») es un álbum de versiones de la banda de rock australiana The Church. Fue publicado el 24 de agosto de 1999 a través de los sellos discográficos Thirsty Ear y Cooking Vinyl.
En septiembre del mismo año, se embarcaron en una gira de 20 fechas por Estados Unidos. Durante una de las últimas fechas, el vocalista principal Steve Kilbey fue arrestado por posesión de droga, al ser descubierto comprando heroína en una esquina de Manhattan. Luego de ese incidente, regresaron a Australia por una gira conmemorativa de sus dos décadas como banda, comenzando en marzo de 2000.

## Concepto
Originalmente, los planes consistían de un álbum en vivo desprendido de su concierto en Metro Club en 1997, esto bajo el título provisorio A Bag of Bones. Una vez los planes fueron cancelados, decidieron optar por grabar versiones de canciones favoritas suyas o presentes en sus conciertos. Entre las versiones grabadas se destacan «It's All Too Much» compuesta por George Harrison y «All the Young Dudes» de David Bowie para Mott the Hoople.

## Lista de canciones
| N.º      | Título                                                | Duración |  |
| 1.       | «The Faith Healer» (The Sensational Alex Harvey Band) | 7:35     |  |
| 2.       | «It's All Too Much» (The Beatles)                     | 6:10     |  |
| 3.       | «Hiroshima mon amour» (Ultravox!)                     | 4:27     |  |
| 4.       | «The Porpoise Song» (The Monkees)                     | 4:28     |  |
| 5.       | «Decadence» (Kevin Ayers)                             | 9:14     |  |
| 6.       | «The Endless Sea» (Iggy Pop)                          | 4:33     |  |
| 7.       | «Friction» (Television)                               | 5:11     |  |
| 8.       | «All the Young Dudes» (Mott the Hoople)               | 4:10     |  |
| 9.       | «Silver Machine» (Hawkwind)                           | 4:57     |  |
| 10.      | «Cortez the Killer» (Neil Young con Crazy Horse)      | 11:08    |  |
| 01:01:53 |                                                       |          |  |

## Créditos y personal
Adaptados desde AllMusic.
The Church
- Steve Kilbey – voz principal, bajo, teclados, guitarra.
- Peter Koppes – guitarras, teclado, voces de apoyo.
- Tim Powles – batería, percusión, voces de apoyo.
- Marty Willson-Piper – guitarras, bajo, voces de apoyo.

Producción
- Tim Powles – Ingeniería de sonido.
- Dave Trump – Ingeniería.

## Historial de lanzamiento
| País                      | Fecha                    | Edición         | Discográfica       | Ref.   |
| ------------------------- | ------------------------ | --------------- | ------------------ | ------ |
| Australia/ Estados Unidos | 24 de agosto de 1999     | Disco compacto  | Thirsty Ear        | [ 3 ]  |
| Canadá                    | 21 de septiembre de 1999 | Disco compacto  | True North Records | [ 9 ]  |
| Unión Europea             | 16 de noviembre de 1999  | Disco de vinilo | Cooking Vinyl      | [ 10 ] |